# Tatsuya Tanaka (calciatore 1992)
Tatsuya Tanaka (田中 達也?, Tanaka Tatsuya; Fukuoka, 9 giugno 1992) è un calciatore giapponese, centrocampista del Ratchaburi.

## Palmarès

### Club

#### Competizioni nazionali
- Coppa dell'Imperatore: 1

Urawa Red Diamonds: 2021
- Coppa J. League: 1

Avispa Fukuoka: 2023